# Ruines de Great Thatch
Les ruines de Great Thatch sont une ancienne plantation et sont situées sur l'île de Great Thatch dans les Îles Vierges britanniques. Elles ont été présumées abandonnées lors de l'effondrement économique des Îles Vierges britanniques au milieu du XIXe siècle.

## Historique
Les ruines de Great Thatch datent probablement de l'ère des plantations de canne à sucre, mais peut-être plus tôt. Elles couvrent un domaine important, et est un indicateur d'une certaine richesse.
Il n'y a pas de date précise quant à l'abandon de la plantation, bien que des bouteilles trouvées sur le site laissent penser qu'elle aurait pu avoir été utilisées jusqu'en 1907. La citerne sur le site ne présente pas le même niveau de détérioration que des ruines similaires qui, elles, été abandonnées au cours des années 1850.